# Forkill
Forkill är en ort i Storbritannien.   Den ligger i riksdelen Nordirland, i den västra delen av landet, 500 km nordväst om huvudstaden London. Forkill ligger 69 meter över havet och antalet invånare är 498.
Terrängen runt Forkill är platt åt sydväst, men åt nordost är den kuperad. Runt Forkill är det ganska tätbefolkat, med 60 invånare per kvadratkilometer. Närmaste större samhälle är Newry, 12,9 km nordost om Forkill. Trakten runt Forkill består i huvudsak av gräsmarker.